# Хакея
Хакея (лат. Hakea) — род растений семейства Протейные (Proteaceae), насчитывает около 150 видов кустарников или небольших деревьев. Все виды рода являются эндемичными для Австралии. Виды встречаются во всех штатах Австралии, а наибольшее разнообразие видов наблюдается на юго-западе Западной Австралии.
Известны континентальные и тасманийские окаменелости представителей рода плейстоценового возраста.

## Ботаническое описание
Растения рода Hakea — это кустарники или небольшие деревья. Некоторые виды имеют плоские листья, в то время как другие — игольчатые листья, в последнем случае они иногда делятся или имеют бороздки на нижней поверхности. Цветы расположены группами в пазухах листьев и на стадии почки окружены прицветниками. Цветы имеют как мужскую, так и женскую части и расположены на короткой цветоножке. Чашелистики и лепестки, образуют изогнутую трубку, которая иногда раскрывается по мере развития цветка. Плоды хакеи являются древесными и сохраняются на растении до тех пор, пока не сгорят в лесном пожаре или пока растение не погибнет. После этого плод распадается, высвобождая два крылатых семени.
Многие виды хакея похожи на виды рода Гревиллея, но отличаются от последних наличием прочных древесных плодов, тогда как у гревиллей плоды не древесные.

## Таксономия и название
Род Хакея был впервые описан в 1798 году германскими ботаниками Генрихом Шрадером и Иоганном Кристофом Вендландом в Sertum Hannoveranum. Род назван в честь покровителя немецкой ботаники 18-го века барона Кристиана Людвига фон Хейка.

## Распространение
Виды рода встречаются в каждом штате Австралии.

## Разведение

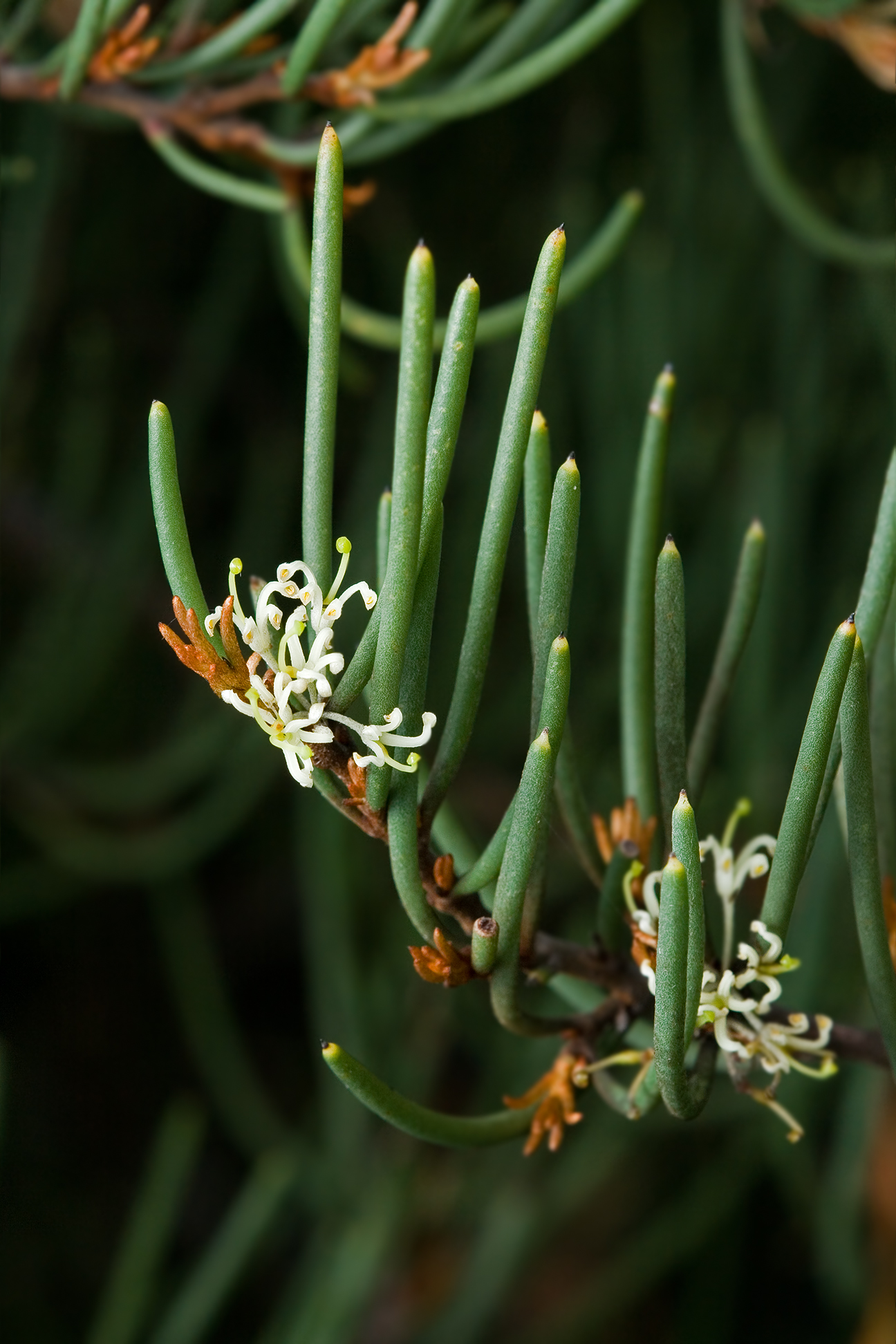
Hakea epiglottis.

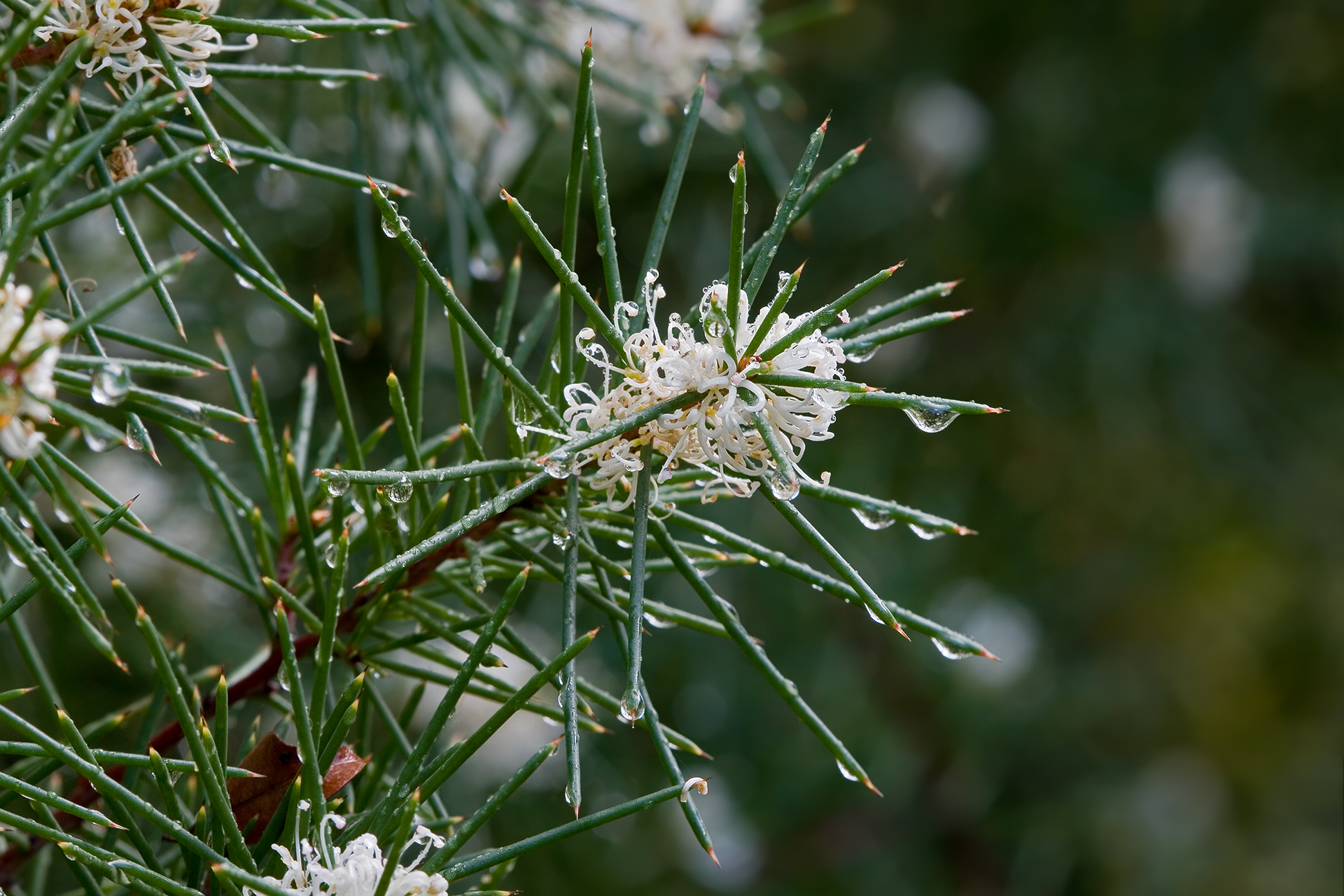
Hakea decurrens, подвид physocarpa.

Хакеи являются широко распространёнными декоративными растениями в садах Австралии. Были выведены несколько гибридов и сортов. Как правило, их выращивают на лёгких хорошо дренированных почвах с обильным поливом.
Некоторые особенно декоративные виды Западной Австралии, таким как Hakea multilineata, Hakea francisiana и Hakea bucculenta в условиях более влажного климата требуют прививание на более выносливых видах, такие как Hakea salicifolia, поскольку первые чувствительны к оомицету Phytophthora cinnamomi.
Многие виды, особенно восточно-австралийские, отличаются такой устойчивостью, что могут стать сорняками. Такие инвазивные виды, как Hakea gibbosa, Hakea sericea и Hakea drupacea стали сорняками в Южной Африке. Hakea laurina была натурализована в восточных штатах Австралии и считается экологическим сорняком. Hakea salicifolia, Hakea gibbosa и Hakea sericea являются инвазивными сорняками в Новой Зеландии.

## Виды
Следующие виды хакеи признаются Australian Plant Census, за исключением Hakea asperma которая признаётся Королевскими ботаническими садами Виктории:
- Hakea actites
- Hakea aculeata
- Hakea acuminata
- Hakea adnata
- Hakea aenigma
- Hakea ambigua
- Hakea amplexicaulis
- Hakea anadenia
- Hakea arborescens
- Hakea archaeoides
- Hakea asperma
- Hakea auriculata
- Hakea bakeriana
- Hakea baxteri
- Hakea bicornata
- Hakea brachyptera
- Hakea brownii
- Hakea bucculenta
- Hakea candolleana
- Hakea carinata
- Hakea ceratophylla
- Hakea chordophylla
- Hakea chromatropa
- Hakea cinerea
- Hakea circumalata
- Hakea clavata
- Hakea collina
- Hakea commutata
- Hakea conchifolia
- Hakea constablei
- Hakea corymbosa
- Hakea costata
- Hakea cristata
- Hakea cucullata
- Hakea cyclocarpa
- Hakea cycloptera
- Hakea cygna
- Hakea dactyloides
- Hakea decurrens
- Hakea denticulata
- Hakea divaricata
- Hakea dohertyi
- Hakea drupacea
- Hakea ednieana
- Hakea elliptica
- Hakea eneabba
- Hakea epiglottis
- Hakea erecta
- Hakea eriantha
- Hakea erinacea
- Hakea eyreana
- Hakea falcata
- Hakea ferruginea
- Hakea flabellifolia
- Hakea florida
- Hakea florulenta
- Hakea francisiana
- Hakea fraseri
- Hakea gibbosa
- Hakea gilbertii
- Hakea grammatophylla
- Hakea hastata
- Hakea hookeriana
- Hakea horrida
- Hakea ilicifolia
- Hakea incrassata
- Hakea invaginata
- Hakea ivoryi
- Hakea kippistiana
- Hakea laevipes
- Hakea lasiantha
- Hakea lasianthoides
- Hakea lasiocarpha
- Hakea laurina
- Hakea lehmanniana
- Hakea leucoptera
- Hakea linearis
- Hakea lissocarpha
- Hakea lissosperma
- Hakea longiflora
- Hakea loranthifolia
- Hakea lorea
- Hakea maconochieana
- Hakea macraeana
- Hakea macrocarpa
- Hakea macrorrhyncha
- Hakea marginata
- Hakea megadenia
- Hakea megalosperma
- Hakea meisneriana
- Hakea microcarpa
- Hakea minyma
- Hakea mitchellii
- Hakea multilineata
- Hakea myrtoides
- Hakea neospathulata
- Hakea neurophylla
- Hakea newbeyana
- Hakea nitida
- Hakea nodosa
- Hakea obliqua
- Hakea obtusa
- Hakea ochroptera
- Hakea oldfieldii
- Hakea oleifolia
- Hakea oligoneura
- Hakea orthorrhyncha
- Hakea pachyphylla
- Hakea pandanicarpa
- Hakea pedunculata
- Hakea pendens
- Hakea persiehana
- Hakea petiolaris
- Hakea platysperma
- Hakea polyanthema
- Hakea preissii
- Hakea pritzelii
- Hakea propinqua
- Hakea prostrata
- Hakea psilorrhyncha
- Hakea pulvinifera
- Hakea purpurea
- Hakea pycnoneura
- Hakea recurva
- Hakea repullulans
- Hakea rhombales
- Hakea rigida
- Hakea rostrata
- Hakea rugosa
- Hakea ruscifolia
- Hakea salicifolia
- Hakea scoparia
- Hakea sericea
- Hakea smilacifolia
- Hakea standleyensis
- Hakea stenocarpa
- Hakea stenophylla
- Hakea strumosa
- Hakea subsulcata
- Hakea sulcata
- Hakea tephrosperma
- Hakea teretifolia
- Hakea trifurcata
- Hakea trineura
- Hakea tuberculata
- Hakea ulicina
- Hakea undulata
- Hakea varia
- Hakea verrucosa
- Hakea victoria
- Hakea vittata

## Галерея

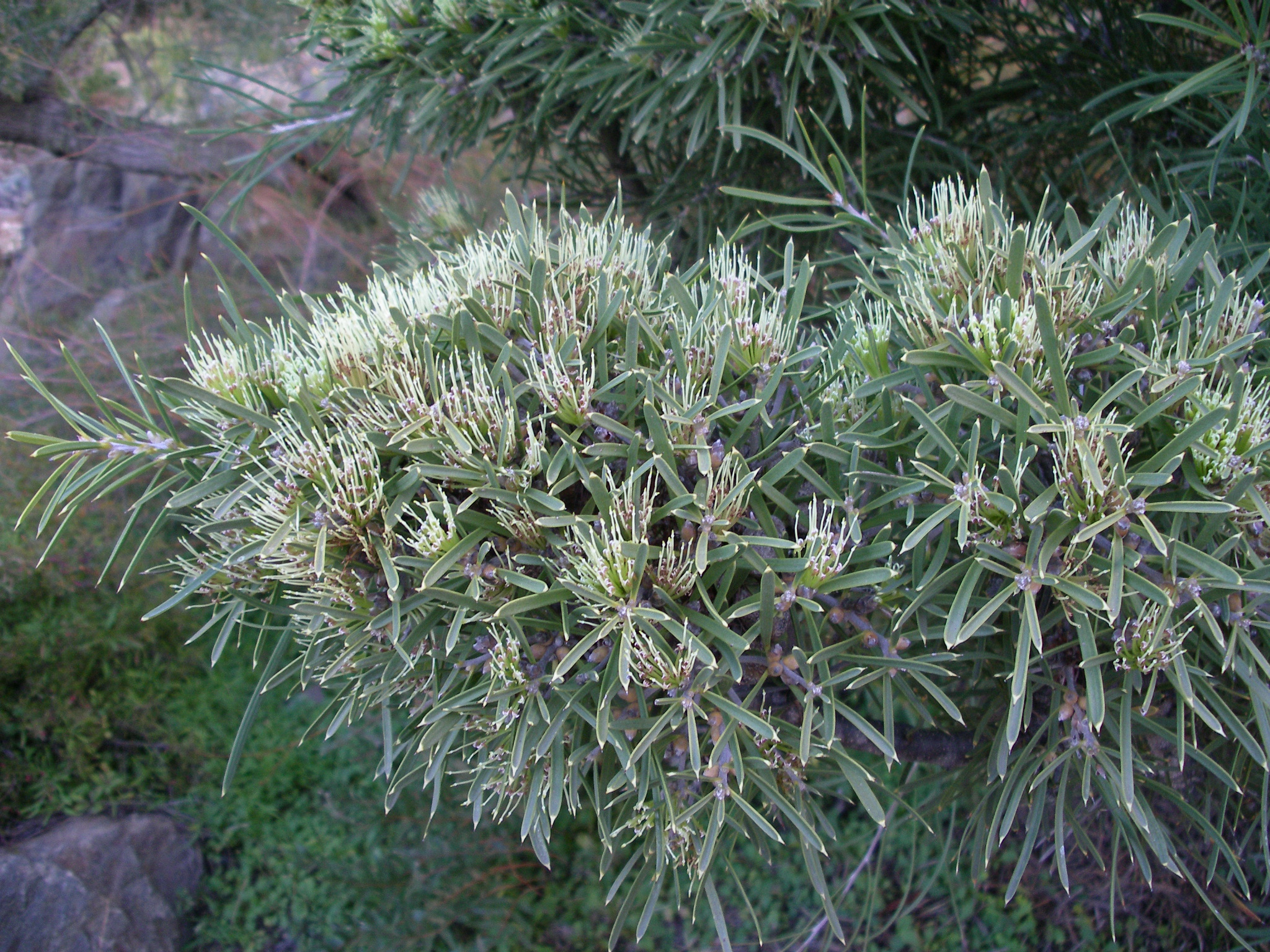
Hakea corymbosa
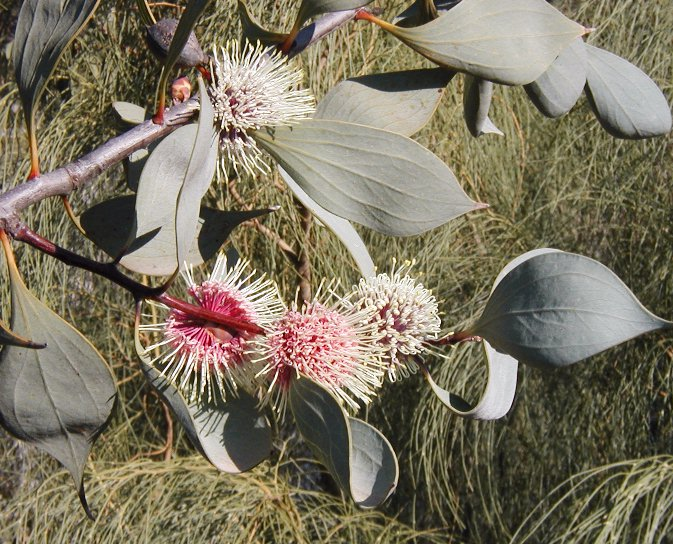
Hakea petiolaris
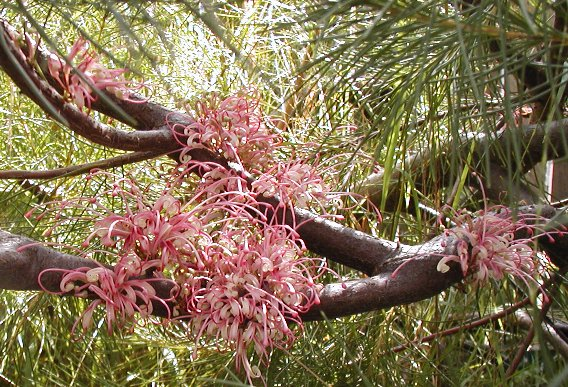
Hakea bakeriana
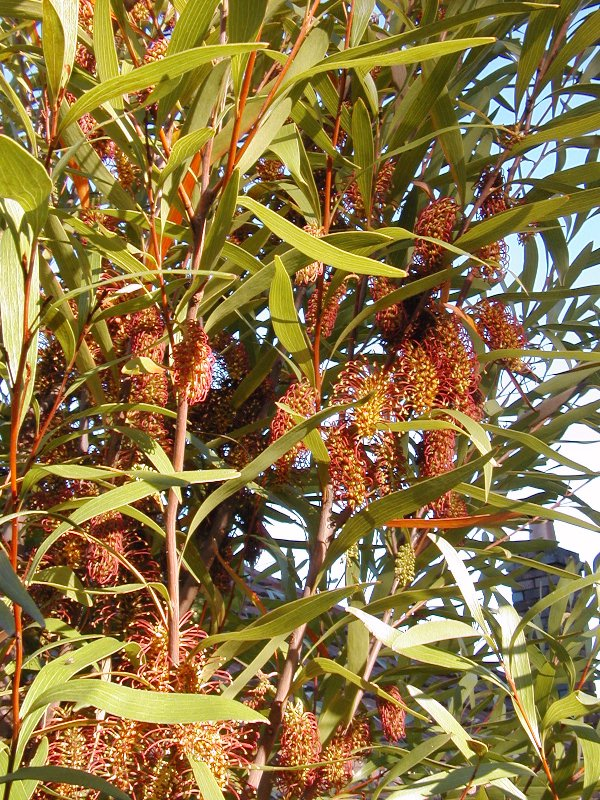
Hakea archaeoides
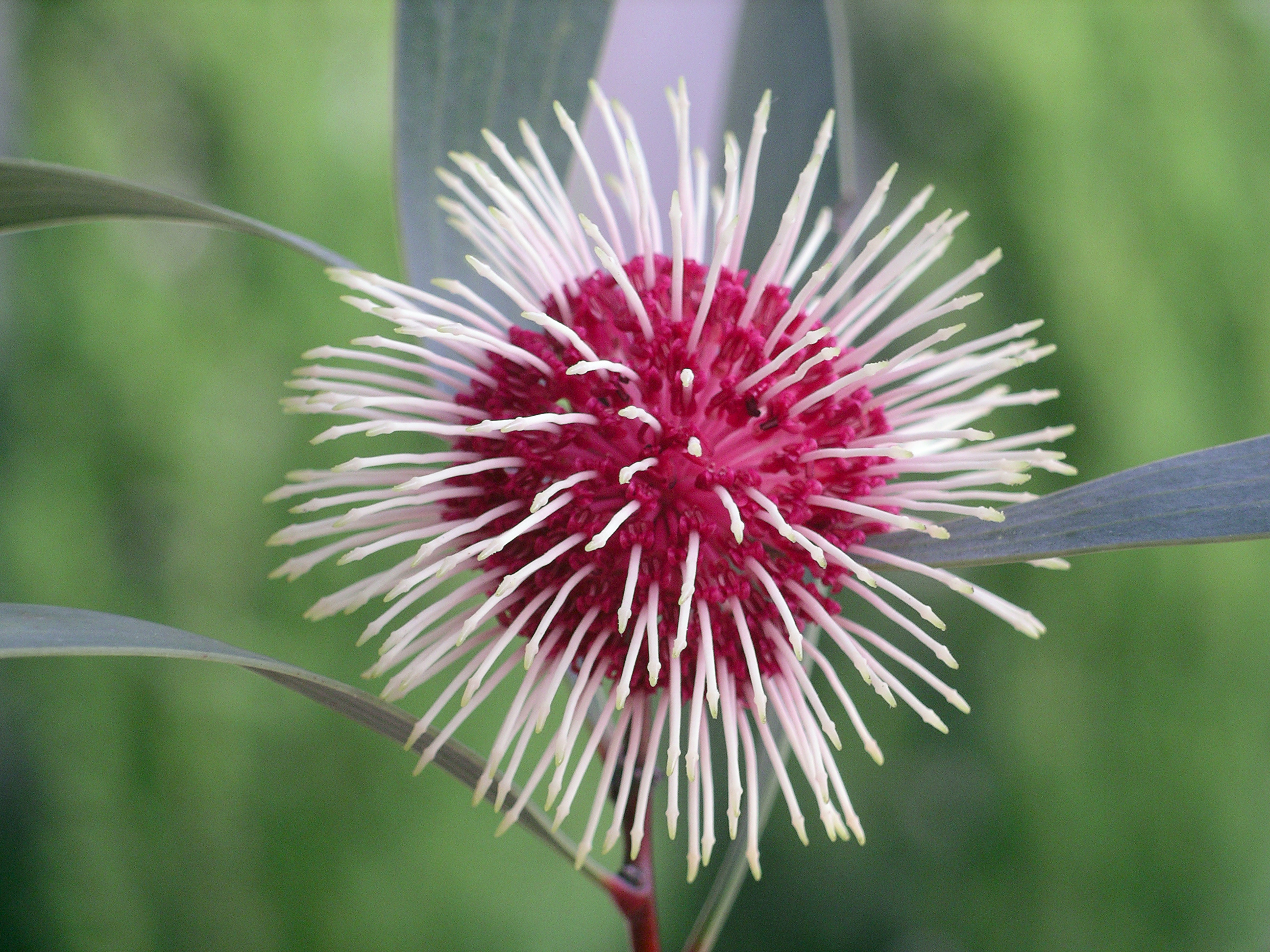
Цветок Hakea laurina